# Euscyrtodes
Euscyrtodes är ett släkte av insekter. Euscyrtodes ingår i familjen syrsor.
Kladogram enligt Catalogue of Life:
| Euscyrtodes | \| \| Euscyrtodes crassiceps \| \| \| \| \| \| Euscyrtodes ogatai \| \| \| \| \| \| Euscyrtodes orientalis \| \| \| \| \| \| Euscyrtodes pliginskii \| \| \| \| \| \| Euscyrtodes vietnamensis \| \| \| \| |
|             | \| \| Euscyrtodes crassiceps \| \| \| \| \| \| Euscyrtodes ogatai \| \| \| \| \| \| Euscyrtodes orientalis \| \| \| \| \| \| Euscyrtodes pliginskii \| \| \| \| \| \| Euscyrtodes vietnamensis \| \| \| \| |
|             | Euscyrtodes crassiceps |
|             | |
|             | Euscyrtodes ogatai |
|             | |
|             | Euscyrtodes orientalis |
|             | |
|             | Euscyrtodes pliginskii |
|             | |
|             | Euscyrtodes vietnamensis |
|             | |